# Des feux mal éteints
Pour plus de détails, voir Fiche technique et Distribution.
Des feux mal éteints est un film français de Serge Moati sorti en 1994 sur la guerre d'Algérie.

## Synopsis
En 1962, un jeune journaliste parisien part pour Alger en tant qu'appelé du contingent.

## Fiche technique
- Réalisation : Serge Moati, assisté de Patrice Martineau
- Scénario : Didier Decoin d'après le roman de Philippe Labro
- Musique : Gabriel Yared
- Date de sortie : 12 janvier 1994
- Durée : 98 minutes

## Distribution
- Manuel Blanc : Jérôme
- Maria de Medeiros : Tweedy Bird
- Hélène Vincent : Jeanne
- Emmanuel Salinger : François
- Rufus : le commandant Perleau
- François Négret : Seb
- Christophe Malavoy : le capitaine Vergèze
- Daniel Gélin : le monsieur de la plage
- Simon de La Brosse : Travaire
- Fabrice Desplechin : Sprague
- Xavier Thiam : Nicolas
- Chick Ortega: Calb
- Olivier Brunhes : Grégois
- Charles Schneider : Bacques
- Jacques Boudet : le patron du journal